# Ултраљубичаста светлост
Ултраљубичаста светлост или UV или црно светло (енгл. blacklight) је електромагнетно зрачење у блиском UV опсегу. Део је ЕМ спектра који је по фреквенцији изнад спектра видљиве светлости а испод рендгенског зрачења. 
Подручје ултраљубичастог спектра обухвата таласне дужине од неколико nm (нанометара) до пар стотина nm (нанометара) односно ред фреквенција од 1014 Hz до 1017 . Као и код осталих делова спектра, оштре границе не постоје. Зраци ултраљубичасте светлости су фотони високе енергије.
Други типови ултраљубичастих лампи емитују велике количине видљиве светлости заједно са ултраљубичастом. Црно светло се обично односи на лампе које имају тамноплави оптички филтар у стаклу сијалице који блокира највећи део видљиве светлости, тако да лампа емитује углавном ултраљубичасту светлост. Ултраљубичаста радијација је невидљива, али мали део видљиве светлости пролази кроз филтрациони материјал, са таласним дужинама и опсегу 400-410 , и последица тога је љубичаста боја лампе. Вудово стакло је тип филтрационог материјала који се користи за формирање црног светла.

## Карактеристике
Ултраљубичасто светло се дели на три подобласти (UV-A, UV-B и UV-C) које се разликују по фреквенцији, односно таласној дужини, а што посредно значи и по енергији (Планкова формула). Главни (највећи) извор тог зрачења у природи је Сунце.
| Назив | таласна дужина |
| ----- | -------------- |
| UV-A  | 315 - 400      |
| UV-B  | 280 - 315      |
| UV-C  | < 280          |

## Физиолошки учинак
УВ зраци су доста високих фреквенција, што значи, да имају велику енергију и зато потенцијално опасно делују на живе ћелије целокупног живог света, па наравно и човека. Срећом, велики део зрачења у атмосфери зауставља озонски слој, који чини штит око Земље. Штетни ефекат видљив је на мору, ако је кожа дуже време изложена Сунцу, па се користе креме које имају заштиту за део УВ спектра. Што је већи фактор креме, боља је заштита.
Такође су на те зраке врло осетљиве очи, зато се користе сунчане наочаре, нарочито је изложеност већа на већим надморски висинама, где је УВ више изражен (брда, скијалишта). Астронаути у свемиру немају заштиту озона као људи на Земљи, па морају обавезно носити визир.
Међутим, УВ зраци имају и позитивно дејство зато што подстичу стварање Д витамина у човековој кожи, који је значајан, пре свега за правилно формирање костију код младих нараштаја, али и код старијих особа може ублажити болести као што су остеопороза (недостатак калцијума у костима).
Види још UV индекс.

## Употреба
светло се данас користи као стерилизатор, што значи да уништава бактерије (медицина, прехрамбена индустрија) и у научне сврхе. У електротехници користи се за ресетовање чипова (обрисиви програмабилни РОМ - ЕПРОМ). UV сијалице уграђене су у соларијуме за вештачко сунчање.